# Joseph van der Does de Willebois

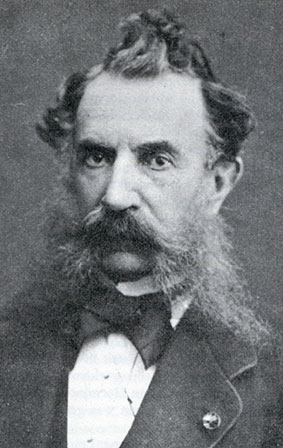
Joseph van der Does de Willebois

Pieter Joseph August Marie van der Does de Willebois (auch P.J.A.M. van der Does de Willebois; * 17. Februar 1816 in ’s-Hertogenbosch; † 15. September 1892 in Den Haag) war ein niederländischer Politiker und Außenminister.
Der katholische Jurist war zuerst Staatsanwalt, dann königlicher Kommissar in der Provinz Limburg und schließlich 1874 bis 1877 und 1883 bis 1885 Außenminister seines Landes. 1885 wurde ihm der Ehrentitel eines Staatsministers verliehen. Er war befreundet mit König Wilhelm III., welcher ihn in den Adelsstand erhob.